# I Only Want to Be with You
"I Only Want to Be with You" er en rock and roll-sang, der er skrevet af Mike Hawker og Ivor Raymonde. Det var debutsinglen for den britiske sanger Dusty Springfield med hendes producer Johnny Franz, og den toppede som nummer 4 på UK Singles chart i januar 1964. Der er siden indspillet tre coverversioner af sangne, som er nået ind på UK Singles chart. De første to blev lavet af Bay City Rollers (1976) og the Tourists (1979) og de matchede begge Springfields placering som nummre 4, men Samantha Fox' coverversion fra 1989 toppede som nummer 16. i USA har "I Only Want to Be with You" været på Billboard Hot 100-hitlistens Top 40 tre gange, både med Dusty Springfield oprindelige version, Bay City Rollers' genindspilning som nummer 12 samt Samantha Fox' udgave som nummer 31. "I Only Want to Be with You" er siden blevet indspillet af en lang række kunstnere, hvoraf flere har oversat den oprindelige engelske tekst.

## Dusty Springfields version

### Baggrund
Ifølge Jean Ryder, der var sangskriveren Mike Hawkers ekskone, blev "I Only Want to Be With You" skrevet kort efter hun og Hawker var blevet gift den 1. december 1961, og var blevet inspireret af Hawkers intense følelser for sin nye brud. Ryder, der senere blev medlem af the Breakaways, havde været et kormedlem af the Vernons Girls. Efter sigende havde hende og Hawker plnalagt at hun selv skulle indspille sangen. Der blev dog ikke arrangeret noget formelt, da Hawker i efteråret 1963 modtog et opkald fra chefen for Philips A&R, Johnny Franz. Ryder beretter at Franz skulle have sagt "Hør her, vi skla bruge noget der kan få den her pige på hitlisterne, for alle banker hende, alle siger hun aldrig vil klare den [solo] har du en sang, der er et garanteret hit?" Springfield havde allerede indspillet ni solonumre, hvoraf ingen virkede som den rette til at sætte gang i hendes solokarriere. Med Ryders tilladelse sendte Hawker "I Only Want to Be With You" til Franz. Han havde lavet en demo med Ryder som sang, mens hun holdt takten ved at klappe et låg i på en kagedåse. Franz, og herefter Springfield, godkendte sangen, som hun indspillede den 25. oktober 1963 på Olympic Studios, med Ivor Raymonde til at dirigere og Keith Grnat som lydtekniker. Jean Ryder blev inkluderet i koret på indspilningen.
Sangen blev udgivet i november 1963 tre uger efter Springfields sidste koncert, og "I Only Want to Be With You" blev en verdensomspændende succes. Den nåede nummer 4 i Storbritannien, 12 i USA, nummer 6 i Australien og nummer 21 i Canada. I USA blev Dusty Springfield den anden kunstner i den britiske bølge, efter The Beatles, som fik et hit på Billboard-hitlisten som 77 i den sidste uge af januar 1964 (The Beatles havde "She Loves You" som nummer 69 og "I Want to Hold Your Hand" som nummer 3).
Springfield optrådte med sangen i den allerførste udgave af BBCs Top of the Pops den 1. januar 1964.
Sangen blev genudgivet i 1988, hvor den samtidig blev brugt i en sodavandsreklame, som 7" & 12" single. Her toppede den som nummer 83 i Storbritannien.

### Hitlister
| Hitliste (1964)        | Højeste placering |
| ---------------------- | ----------------- |
| Australian ARIA Charts | 6                 |
| Canadian Singles Chart | 21                |
| UK Singles Chart       | 4                 |
| US Billboard Hot 100   | 12                |
| US Cash Box Top 100    | 14                |

| Hitliste (1964)  | Placering |
| ---------------- | --------- |
| UK Singles Chart | 48        |

## Bay City Rollers' version

### Baggrund
Bay City Rollers indspillede "I Only Want to Be with You" til deres album Dedication fra 1976, som blev indspillet i juni og juli 1976 i Soundstage Studio i Toronto med produceren Jimmy Ienner. Dedication var Bay City Rollers indspilning for Arista Records, og det var Aristas direktør, Clive Davis, der havde foreslået at de skulle lave en coverversion af "I Only Want to Be with You." Jimmy Ienner blev valgt af Davis til at producere for gruppen, på baggrund af hans arbejde med gruppen Raspberries.
I USa blev "I Only Want to Be with You" udgivet som en single før udgivelsen af Dedication i august 1976. I oktober samme år toppede den Billboard Hot 100 som nummer 12 12, hvilket var bedre end Bay City Rollers' tidligere single "Rock and Roll Love Letter", der kun nåede nummer 28, men den formåede ikke at matche den top 10 succes, som gruppen havde fået i 1975 med "Saturday Night" og "Money Honey". "I Only Want to Be with You" blev afslutningen på gruppens succes i Nordamerika i et stykke tid, da deres næste tre singler i USA ikke nåede ind i Top 40. Dog nåede "You Made Me Believe in Magic" efterfølgende ind i Top 10.
I Storbritannien blev sangen udgivet den 3. september 1976 som "I Only Wanna Be with You", der nåede nummer 4, hvilket blev gruppens tiende og sidste hit i Top 10.
Bay City Rollers' coverversion fra 1976 matchede således fuldstændigt Dusty Springfields oprindelige udgave på hitlisterne, dog lå Springfields udgave fire uger som nummer 4 i Storbritannien, mod Bay City Rollers blot ene uge, og Springfields tilbragte i alt 18 uger i top 50, hvilket er dobbelt så længe som Bay City Rollers. Til gengæld var gruppens udgave 15 uger på Billboard Hot 100, mens Springfield kun havde nået 10 i 1964.

### Hitlister
| Hitliste (1976)                  | Højeste placering |
| -------------------------------- | ----------------- |
| Australia                        | 8                 |
| Austrian Singles Chart           | 17                |
| Belgian Singles Chart (Flanders) | 14                |
| Canadian Singles Chart           | 3                 |
| Dutch Singles Chart              | 9                 |
| German Singles Chart             | 9                 |
| Irish Singles Chart              | 2                 |
| Italian Singles Chart            | 5                 |
| New Zealand Singles Chart        | 12                |
| UK Singles Chart                 | 4                 |
| US Billboard Hot 100             | 12                |
| US Cash Box Top 100              | 8                 |

| Hitliste (1976) | Placering |
| --------------- | --------- |
| Australia       | 58        |
| Canada          | 82        |
| New Zealand     | 49        |
| UK              | 61        |
| US Billboard    | 102       |

## The Tourists version

### Baggrund
I 1979 blev sangen også indspillet i en coverversion af gruppen The Tourists, med Annie Lennox som vokal. Dette blev gruppens første og største hit. Sangen blev brugt et sammenklip af stjerner, da Thames Television sendte for første gang i 1992.

### Hitlister
| Hitliste (1979–80)       | Højeste placering |
| ------------------------ | ----------------- |
| Australian Singles Chart | 6                 |
| Canadian Singles Chart   | 50                |
| Irish Singles Chart      | 13                |
| UK Singles Chart         | 4                 |
| U.S. Billboard Hot 100   | 83                |

## Samantha Fox' version

### Baggrund
I 1988 indspillede Samantha Fox en coverversion af sangen som "I Only Wanna Be with You" til hendes album I Wanna Have Some Fun. Den blev udgivet som den anden single fra hendes tredje studiealbum i både Europa og USA i 1988. Sangen blev endnu et hit for Fox, og nåede nummer 16 i Storbritannien og nummer 31 i USA. Den tilhørende musikvideo inkluderede Fox der danser, jagter sin elsker mellem skraldespande, ligger i en seng og fyrværkeri.
Fox har optrådt med sangen i flere fjernsynsudsendelser, inklusive Top of the Pops i 1989 og Viva el espectáculo på TVE1 i 1990.

### Hitlister
| Hitliste (1989)                  | Højeste placering |
| -------------------------------- | ----------------- |
| Australian ARIA Charts           | 19                |
| Austrian Singles Chart           | 19                |
| Belgian (Flanders) Singles Chart | 1                 |
| Dutch Singles Chart              | 13                |
| French Singles Chart             | 9                 |
| German Singles Chart             | 25                |
| Irish Singles Chart              | 9                 |
| New Zealand Singles Chart        | 28                |
| Swiss Singles Chart              | 24                |
| UK Singles Chart                 | 16                |
| U.S. Billboard Hot 100           | 31                |
| Canadian Singles Chart           | 12                |

### Trackliste
UK 7" Vinyl(FOXY X11) Jive
1. "I Only Wanna Be With You" 2:45
2. "Confession" 4:40

US Maxi Single(1195-2-JDJ) Jive
1. "I Only Wanna Be with You (Single Edit)" 2:45
2. "I Only Wanna Be with You (Special Single Edit)" 3:19
3. "I Only Wanna Be with You (Extended Mix)" 4:56

UK 12" Vinyl(FOXY T 11) Jive
1. "I Only Wanna Be with You (Extended Mix)" 4:56
2. "I Only Wanna Be with You (Acapella Mix)" 3:17
3. "I Only Wanna Acid with You (Mix 1)" 6:20
4. "Confession" 4:40

## Luis Miguels version

### Baggrund
Den mexicanske sanger Luis Miguel indspillede en coverversion af sangen med titlen "Ahora Te Puedes Marchar" (engelsk: '"Now You Can Leave"'), der blev udgivet som den første single fra hans Grammy-nominerede album Soy Como Quiero Ser (1987), der var det første album som sangeren indspillede for pladeselskabet WEA. Den blev produceret fa Juan Carlos Calderón og tilpasset af Luis Gomez Escolar. Singlen blev meget succesfuld, og toppede som nummer 1 på Billboard Hot Latin Tracks chart i tre ikke på hinanden følgende uger i 1987, og det var den første af kunsterens sange som lå nummer 1. På dette tidspunkt var Luis Miguel den yngste person, som havde formået at få en sang som nummer 1 på Hot Latin Tracks i en alder af 17 år, hvor han ironisk nok overtog pladsen fra den aldrende Julio Iglesias. I 2005 blev sangen inkluderet på Miguels opsamlingsalbum Grandes Éxitos. Denne version toppede som nummer 28 på Hot Latin Tracks Year-End Chart of 1988.
Der blev filmet to musikvideoer til sangen. den første blev lavet med Angélica Rivera, mens den anden blev filmet med dans på en bro. Den anden blev inkluderet på Grandes Exitos Videos, som fulgte med til opsamlingsalbummet fra 2005.

## Hitlister
| Hitliste (1987)               | Højeste placering |
| ----------------------------- | ----------------- |
| US Billboard Hot Latin Tracks | 1                 |

| Efterfulgte: "Lo Mejor de Tu Vida" by Julio Iglesias | U.S. Billboard Hot Latin Tracks number-one single (Luis Miguel version) (første gang) August 22, 1987   | Efterfulgtes af: "Lo Mejor de Tu Vida" af Julio Iglesias      |
| Efterfulgte: "Lo Mejor de Tu Vida" by Julio Iglesias | U.S. Billboard Hot Latin Tracks number-one single (Luis Miguel version) (anden gang) September 12, 1987 | Efterfulgtes af: "La Bamba" af Los Lobos                      |
| Efterfulgte: "La Bamba" by Los Lobos                 | U.S. Billboard Hot Latin Tracks number-one single (Luis Miguel version) (tredje gang) 7. november, 1987 | Efterfulgtes af: "Qué No Se Rompa la Noche" af Julio Iglesias |

## Volbeats version

### Baggrund
Volbeat indspillede en heavy metal coverversion af "I Only Wannna Be With You" til deres første studiealbum The Strength / The Sound / The Songs, som udkom i 2005. Nummeret nåede ikke ind på nogle hitlister, og det var den eneste single fra albummet.
I den tilhørende musikvideo ses Volbeat spille på toppen af en bygning i København, mens der klippes til en kvinde som går en operation, hvor en læge og to sygeplejersker står klar. Under operationen står det dog klart at lægen ikke har helt styr på sit fag, og det ender med at kvinden dør.

### Trackliste
CD single
1. "I Only Wanna Be with You" (Dusty Springfield cover) 2:46
2. "Soulweeper" 3:42
3. "I Only Wanna Be with You" (video)

## Andre versioner
1964 Les Surfs som "A Présent Tu Peux t'en Aller'" fransk også indspillet af Richard Anthony
- Les Surfs som "E adesso te ne puoi andar" #2 (Italien)
- Lill-Babs som "Jag Vill Vara Nära Dig" svensk
- Donna Lynn på hendes album Donna Lynn fra Capitol LP 2085
- Lita Torelló som "Ahora Te Puedes Marchar" spansk også indspillet af Silvana Velasco

1965 Enrique Guzman på hans album Éxitos internacionales som "Solo quiero estar contigo" spansk også indspillet af Juan Ramón på hans album Más corazón que nunca 
1966 Les Surfs som "Ahora Te Puedes Marchar" spansk

1967 Helena Vondráčková som "Chytila jsem na pasece motýlka" tekkisk

1969 Elin som "Det har jeg altid ønsket mig" dansk
- Agneta Zelán as "Jag Ville Vara Nära Dig" svensk

1975 Chelsia Chan på hendes debutalbum Dark Side Of Your Mind
- Rauli 'Badding' Somerjoki på hans album Sydän lämpöä täys som "Jykevää on rakkaus" finsk

1976 Howard Carpendale som "Ab Heute Weht Ein Neuer Wind" (tysk)
- James Fung som "天賜良緣" kantonesisk

1982 Barbara Dickson på hendes album Here We Go...Barbara Dickson Live on Tour i et medley med "Dancing in the Street"/ "He's a Rebel"/ "You Keep Me Hangin' On"
- Nicolette Larson #53 U.S., (A/C#15) album All Dressed Up & No Place to Go

1983 The Flirts på deres album Flirts
- Tony Hatch & His Orchestra på albummet Quiet Nights

1986 Southside Johnny & The Jukes på deres album At Least We Got Shoes

1989 Danny Chan på hans album Yat sang ho kau som "流浪者/ lau long tze" kantonesisk
1991 Maywood på deres album Walking Back to Happiness

1992 Paula Koivuniemi på hendes album Se kesäni mun som "Haluun olla luonas sun" Finnish
- Wencke Myhre som "Hvis Bare Jeg Får Bli Hos Deg" norsk

1993 Beatriz Rico på hndes album Baila Sin Parar som "Ahora Te Puedes Marchar" spansk
1997 Ash spillede en coverversion til en turne

1998 Twiggy & Twiggy på soundtracket til Dead Man on Campus
- Annette Klingenberg på hendes album Weep No More

1999 Argema på deres album Milion Snů as "Žába"tjekkisk
- Elton John optrådte med sangen til en koncert i Peoria (IL) Civic Center Arena efter at være blevet bekent med Springfields død den 2. marts 1999. John introducerede sangen ved at sige "Dusty, hvor end du er, så er denne her til dig, min elske, med hele mit hjerte."
- Ville Valo med Agents på Agents' album Laulava Sydän som "Jykevää on rakkaus" finsk

2001 Me First and the Gimme Gimmes på deres album Blow in the Wind

2002 Vonda Shepard på albummet Songs from Ally McBeal

2003 Maleewan Jemina på hendes album Me & Moment in Time

2004 Tommy February6 på hendes single L・O・V・E・L・Y ～夢見るLOVELY BOY～

2005 Taiwanesisk pigegruppe 7 Flowers på deres album 7 Flowers
- Susan Wong på hendes albmu These Foolish Things

2007 Tina Arena på hendes album Songs of Love & Loss
- The Shakers (band fra Uruguay) som "Solo quiero estar contigo" spansk. Bonustrak på deres genudgivelse af albummet Los Shakers fra 1965

2008 Shelby Lynne på hendes hyldestalbmu til Dusty Springfield kaldet Just a Little Lovin'

2009 Jessica Andersson som "I Only Wanna Be With You" på hendes album Wake Up
- Barbee som "Ámor nyila" ungarsk

2011 Amy MacDonald indspillede i 2008 til et aflyst hyldestalbum til Dusty Springfield med bidrag fra flere kunstnere. Udgivet på Reworked, som fundraiser til Red Barnet med sange brugt i John Lewis-reklame 

2013 Lodovica Comello som "I Only Want To Be With You" på hendes album Universo 

2018 Super Junior som "Ahora Te Pudses Marchar" på deres album One More Time